# HD33236
HD33236 — подвійна зоря. 
Ця подвійна система має видиму зоряну величину в смузі V приблизно 6,9.
Вона розташована на відстані близько 516,9 світлових років від Сонця.

## Подвійна зоря
Головна зоря цієї системи належить до хімічно пекулярних зір й має спектральний клас B9.
Інша компонента має  спектральний клас A3.